# Heinrich Trippe
Heinrich Trippe (* 30. Oktober 1915 in Witten; † 21. Oktober 1972 in Altena) war ein deutscher Leichtathlet.

## Leben
Er war 1939 und 1940 Deutscher Meister im Kugelstoßen, 1937 und 1941 belegte er jeweils hinter Hans Woellke den zweiten Platz. Am 14. September 1941 stellte Trippe in Turin mit 16,60 m den deutschen Rekord im Kugelstoßen auf (eine Weite, die 1936 auch Hans Woellke erreicht hatte) und hielt diesen 14 Jahre lang, bevor Dietrich Urbach 1955 in Freiburg eine Weite von 16,65 m erzielte.
Zudem war er auch im Diskuswurf erfolgreich, so war er Deutscher Vizemeister 1940. Seine Bestleistung mit dem Diskus betrug 51,03 m, erreicht in Köln am 20. August 1939.
Trippe startete 1937 für den Polizei SV Düsseldorf, ab 1939 für den Polizei SV Berlin. Nach dem Zweiten Weltkrieg trat er für den OSV Hörde an und belegte bei den Meisterschaften 1948 noch einmal den vierten Platz im Kugelstoßen.